# Baktryjsko-Margiański Zespół Archeologiczny

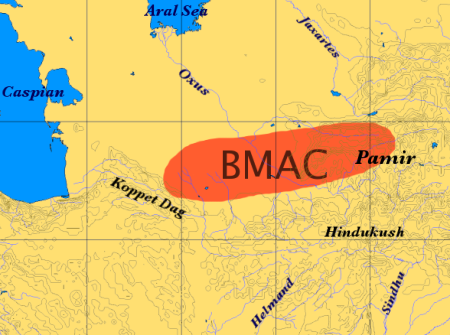
Zasięg kultury BMAC

Baktryjsko-Margiański Zespół Archeologiczny, w skrócie BMAC (ang. Bactria–Margiana Archaeological Complex), również Cywilizacja Oxus – kultura archeologiczna rozwijająca się w okresie epoki brązu, na obszarze Azji Środkowej, datowana na 2300–1700 rok p.n.e. Obejmująca swoim zasięgiem dzisiejsze tereny północnego Afganistanu, wschodniego Turkmenistanu, południowego Uzbekistanu i zachodniego Tadżykistanu; w górnym biegu rzeki Amu-daria. Nazwa kultury wywodzi się od nazw historycznych krain położonych w Azji Środkowej – Baktrii i Margiany.

## Pochodzenie

### Hipotezy
Przyczyny powstania kultury Baktryjsko-Margiańskiego Zespołu Archeologicznego pozostają nie do końca jasne. Według P. Amieta, kultura BMAC mogła powstać pod wpływem starożytnego państwa Elam. W wyniku ludności zajmujących się handlem (tzw. „Trans-Elamici”) między Elamem a Azją Środkową. Ponadto ludność z Elam miałaby na terenie południowego Turkmenistanu osiedlić się i zająć produkcją. Jednak, ze względu na brak dowodów na istnienie „Trans-Elamitów”, hipoteza ta wydaje się mało prawdopodobna.
Według V. Massona powstanie kultury BMAC związane było z migracjami ludności z regionu podgórskiego Kopet-dag do pustynnych oaz położonych w Margianie. Podobne stanowisku przyjmuje W. Sariadini, który uważa, że główną przyczyną powstania kultury BMAC były migracje ludności z terenów Iranu oraz udział autochtonicznych ludów zamieszkujących region Baktrii i Margiany w powstaniu BMAC.
Odrębne stanowisko prezentuje C. C. Lamberg-Karlovsky, który uważa, że cywilizacja Oxus powstała w sposób samoistny i wywodzi się z neolitycznych i chalkolitycznych kultur Azji Środkowej, położonych na wschód od Sumeru. Cywilizacja Oxus miała powstać w stosunkowo krótkim czasie i w przeciągu jednego stulecia wykształcić odrębną kulturę materialną.
Najprawdopodobniej kultura BMAC powstała dzięki rozwojowi autochtonicznej ludności, która poprzez utrzymywanie kontaktów handlowych z sąsiednimi kulturami (np. z Cywilizacją doliny Indusu) przyjęła częściowo ich elementy.

### Rozwój osadnictwa

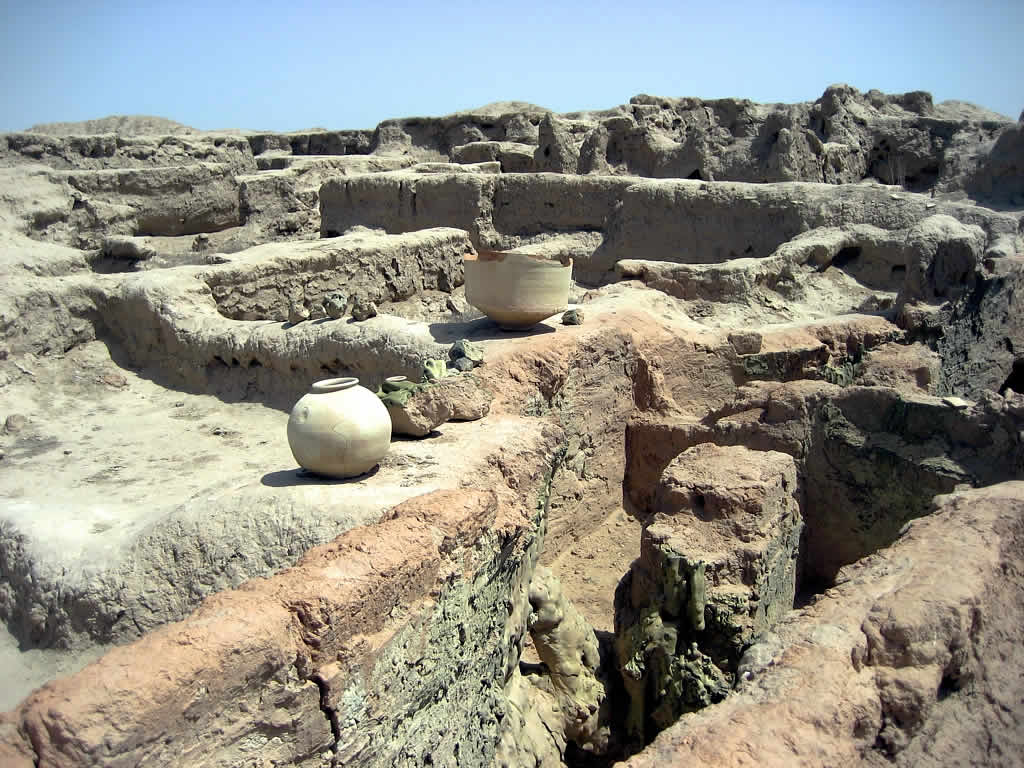
Ruiny miasta Gonur

Cywilizacja Oxus rozwijała się przede wszystkim na obszarze Margiany. Rozwój osadnictwa nastąpił w sąsiedztwie subdelty rzeki Mugrabu oraz wzdłuż odnóg tej rzeki. Głównym miastem w subdelcie rzeki Murgab było Gonur (dzisiejszy Turkmenistan), które pełniło funkcję stolicy oazy. Powstanie miasta Gonur za pomocą metody radiowęglowej datuje się na około 2300–2250 rok p.n.e. Gonur było zapewne siedzibą władcy-kapłana, miasto było otoczone murami obronnymi, posiadało cytadele, występowały zespoły świątynie oraz natrafiono na ślady Królewskiej Nekropolii. Innymi ośrodkami powstałymi na obszarze Margiany były m.in. osiedla Altyn depe i Togolog (dzisiejszy Turkmenistan).
Osadnictwo w Baktrii jest gorzej poznane niż w Margianie. Zasiedlenie Baktrii nastąpiło w środkowej epoce brązu (około 2000-1600 roku p.n.e.) przez ludność Cywilizacji Oxus. Na terenie Baktrii odkryto bardziej złożone formy budownictwa (np. cytadel), które stanowiły kolejny etap rozwoju budownictwa margiańskiego. Na terenie Baktrii rozwijały się osady o charakterze proto-miejskim, m.in. Sapallitepe (dzisiejszy Uzbekistan) i Daszly nad rzeką Balchab (dzisiejszy Afganistan). W północnej części Baktrii oraz w dolinie rzeki Surchan-daria natrafiano jedynie na punkty osadnicze ludności związane z nomadycznym stylem życia.

## Rolnictwo
Na podstawie badań bioarcheologicznych flory i fauny w Gonur stwierdzono, że w produkcji roślinnej (uprawy pszenicy, jęczmienia) i hodowli zwierząt dominowały gatunki udomowione na Bliskim Wschodzie. Jedynie około 5% odkrytych kości należało do dzikich zwierząt (dzikich świń, gazel i onagrów). Na podstawie udziału kości dzikiej świni określono przemianę pobliskiego środowiska. Dzika świnia bytowała na zarośniętych i podmokłych terenach subdelty Murgabu. W pierwszym okresie rozwoju miasta Gonur (2200–2000 rok p.n.e.) udział kości dzikiej świni był większy niż w kolejnym okresie rozwoju (2000–1750 rok p.n.e.) co sugeruje przekształcenie pobliskich terenów podmokłych w tereny uprawne. Wśród hodowanych zwierząt dominowały główne owce i kozy, ponadto hodowano wielbłądy oraz rzadziej bydło. Hodowla owiec i kóz była nastawiona na produkcje mleczną, natomiast wielbłądy były wykorzystywane głównie jako zwierzęta juczne w transporcie między oazami.

## Kultura materialna

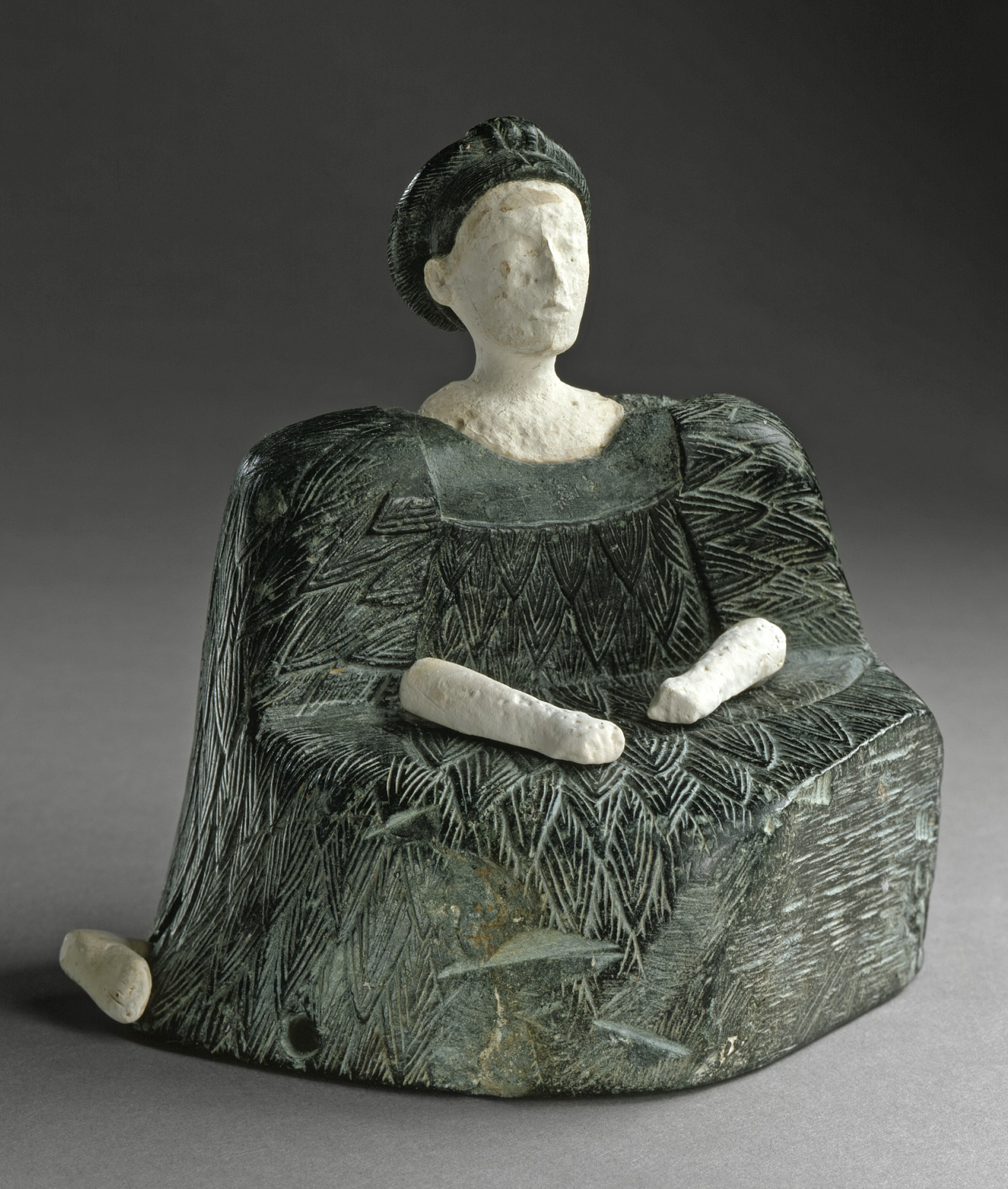
Figurka siedzącej kobiet, datowana na 2500–1500 rok p.n.e. (kolekcja Los Angeles County Museum of Art)

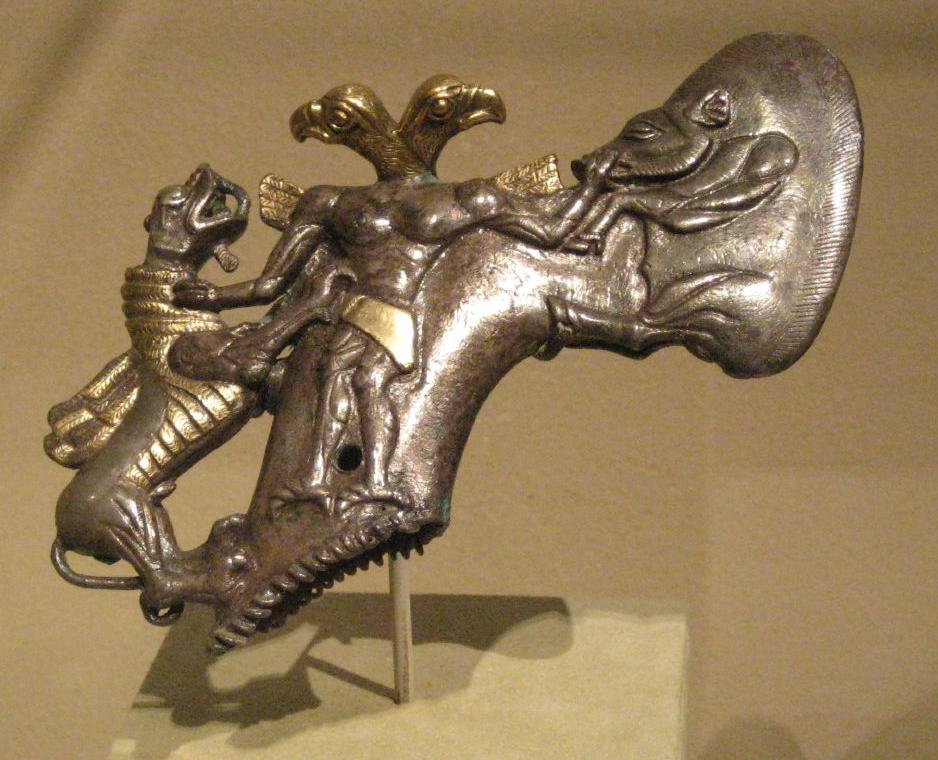
Trzonek wykonany ze srebra, z motywami zwierzęcymi, datowany na 3000–2000 rok p.n.e. (kolekcja Metropolitan Museum of Art)

Ludność zamieszkująca Baktryjsko Margiański Zespół Archeologiczny prowadziła osiadły tryb życia, rozwijając imponującą kulturę materialną, w tym monumentalną architekturę, wyroby z brązu, ceramiki i biżuterię z kamieni półszlachetnych. Kultura BMAC prezentuje wiele cech charakterystycznych dla poziomu cywilizacji. Kulturę BMAC można porównać z proto-miejskimi ośrodkami zlokalizowanymi, m.in. w dorzeczu rzeki Helmand – Mundigak (zachodni Afganistan), Shahr-e Sukhteh (wschodni Iran) czy Mohendżo Daro w dolinie Indusu (południowy Pakistan).
Budynki architektury BMAC charakteryzowały się znaczącymi rozmiarami. Przykładowo pałac w północnym Gonur posiadał wymiary 150 na 140 m, świątynia w Togolok 140 na 100 m, twierdza w Kelleli 125 na 125 m, a lokalny dom władzy w Adji Kui 25 na 25 m. Każda z tych potężnych konstrukcji została w znacznym stopniu odkopana podczas prowadzonych prac archeologicznych. Wszystkie te budynki charakteryzują się imponującymi murami, bramami oraz skarpami. Jednak nie jest do końca pewne jaką pełniły funkcje, czy spełniały role świątyń czy pałaców władców. Ponadto należy zaznaczyć, że budowle w Gonur i Togolok przypominają budynki warowne (tzw. qila), które były budowane na planie koła lub prostokąta i posiadały do trzech otaczających ścian. W warowniach znajdowały się dzielnice mieszkalne, rzemieślnicze i świątynie.
W Gonur natrafiono na ślady dwóch zbiorników wodnych, do których dostarczano wodę przez kanał biegnący od jednej z odnóg rzeki Murgabu. Oba zbiorniki połączone były rurą, która wyposażona mogła być w filtr z wkładu trzcinowego. Woda ze zbiorników przypuszczalnie wykorzystywana była do celów rytualnych. Na rozległe systemy irygacyjne natrafiono na stanowisku w Geoksiur, które służyły do nawadnia pól. Sztuczne kanały posiadały około 3 km długości i miały od 2,5 do 5 m szerokości.
W Altyn-depe natrafiono na model dwukołowego wozu, datowanego na około 3000 rok p.n.e. Jest to jeden z najstarszych dowodów na istnienie transportu kołowego w Azji Środkowej. Na podstawie uprzęży, przypuszcza się, że wozy były ciągnięte przez woły lub byki. Jednak na obszarze BMAC stwierdzono występowanie udomowionych wielbłądów. Również w Altyn-depe natrafiono na wóz przystosowany do ciągnięcia przez wielbłąda i datowany jest na 2200 rok p.n.e.
Na stanowiskach archeologicznych kultury BMAC natrafiono na liczne artefakty, które zostały wykonane z metali. Wyroby metalowe były odlewane i kute z miedzi, arsenu, cyny i brązu. Dodatkowo wyroby były wykonywane również ze złota, srebra, ceramiki, kamieni i kamieni półszlachetnych.
W 2000 roku na stanowisku archeologicznym w pobliżu miasta Änew (Turkmenistan), odkryto pojedynczą kamienną pieczęć (tzw. pieczęć z Änew) z geometrycznymi oznakowaniami. Na podstawie tego artefaktu przypuszcza się, że kultura BMAC mogła posiadać rozwinięte pismo. Pieczęć z Änew posiada oznaczenia, które są uderzająco podobne do chińskich pieczęci datowanych w przybliżeniu na 100 rok n.e., podczas gdy pieczęć z Änew datowana jest na 2300 rok p.n.e. Na podobną pieczęć, ponadto natrafiono na stanowisku archeologicznym w Niyä (w pobliżu miasta Minfeng, Chiny), które położone było wzdłuż południowej części Jedwabnego szlaku w Sinciang; pochodzącą z czasów Zachodniej Dynastii Han.

## Pochówek

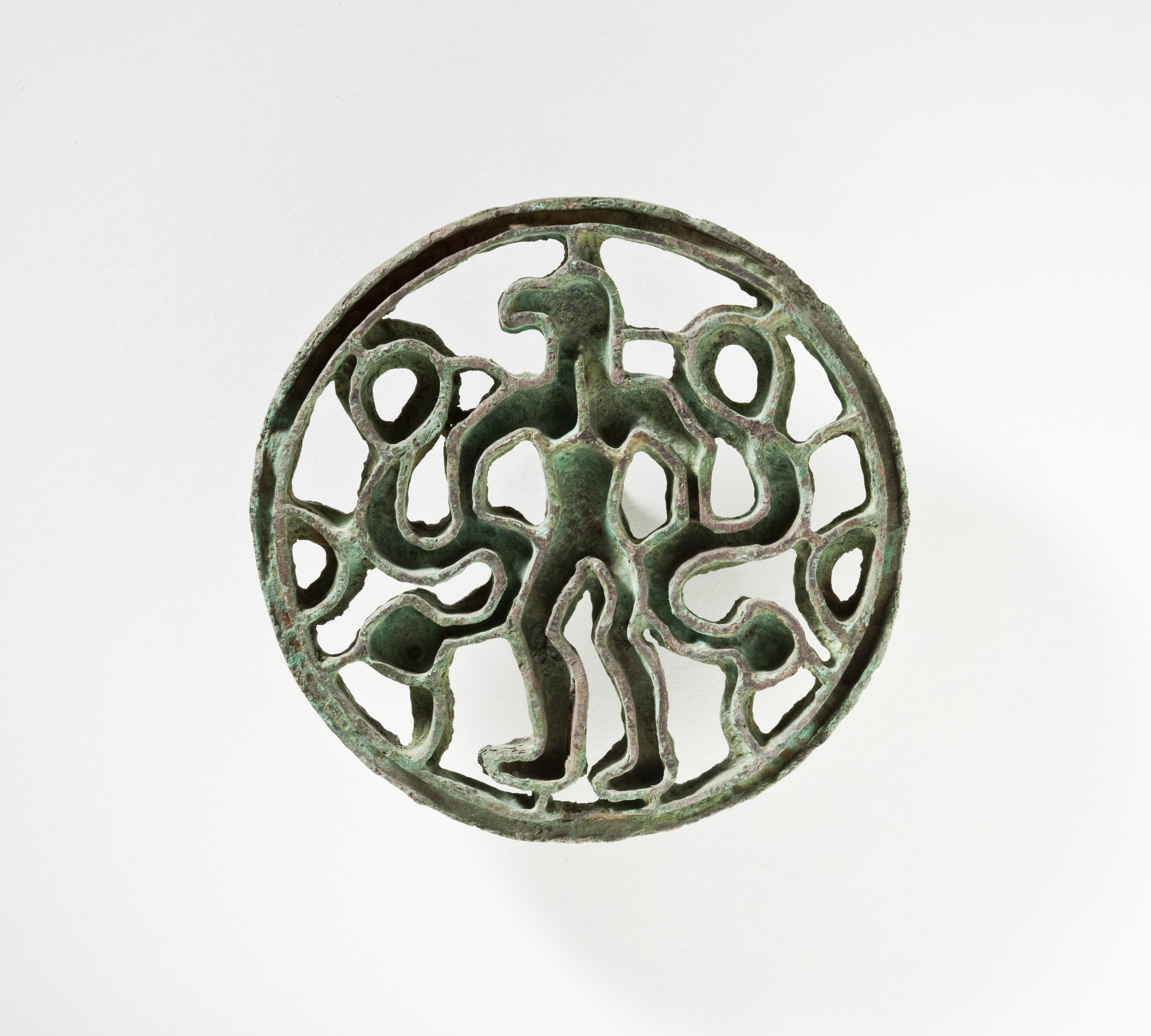
Pieczęć z wizerunkiem głowy ptaka i węży, datowana na 2500–1500 rok p.n.e. (kolekcja Los Angeles County Museum of Art)

Pochówki, na które natrafiono w Królewskiej Nekropolii w Gonur, składały się z zagłębionych w ziemię kilkukomorowych grobów, a ich układ odpowiadał architekturze mieszkalnej. Ciało zmarłego było składane na boku oraz izolowane od ziemi poprzez umieszczenia ciała na platformie lub w skromniejszych grobach. Dno było pokryte wypaloną gliną, piaskiem lub popiołem. Związane to było z kultem ludności, tzw. protozoroastryzmem, który zabraniał grzebania zmarłych bezpośrednio w ziemi w celu zapobiegnięcia zanieczyszczenia ziemi (traktowana jako święty żywioł) przez tkankę miękką. Sporadycznie w grobach składanych było kilka ciał. Grobowce odkryte w Królewskiej Nekropolii były bogato wyposażone, m.in. w ofiary ze zwierząt (np. konie z rydwanami), wyroby ze złota (np. figurki), kamienie półszlachetne, naczynia ceramiczne, kamienne figurki (przedstawiające drapieżne ptaki, kobiety w obszernych sukniach, które stanowiły wyobrażenie bogini) oraz kamienne laski i berła (podkreślały status społecznych zmarłych). Dodatkowo w grobowcach natrafiano na przedmioty o charakterze kultowym, tzw. kamienne „mimi kolumienki” o kształcie stożka (częste zabytki odnajdywane w grobach epoki brązu). Czasami kamiennym stożkom towarzyszyły kamienne dyski, na które natrafiono w zespole grobowym w Altyn depe.
Na terenie północnej Baktrii, gdzie żyły ludy koczownicze, istniały różne formy pochówków, m.in. groby komorowe, katakumbowe czy jamy. Sporadycznie składane ciała do grobów były kremowane. Do grobów składano razem ze zmarłym wyroby ceramiczne oraz z brązu.

## Interakcje z innymi kulturami
Materiały kultury BMAC zostały odnalezione na terenie Cywilizacji doliny Indusu na płaskowyżu irańskim oraz w regionie Zatoki Perskiej. Ponadto na stanowiskach archeologicznych związanych z kulturą BMAC natrafiono na dowody, które wskazują na utrzymywanie kontaktów handlowych i kulturowych z sąsiednimi cywilizacjami. Wśród odkrytych artefaktów należy wymienić m.in.: walcowatą pieczęć pochodzącą ze starożytnego państwa Elam oraz pieczęć z wyrytym wizerunkiem słonia i pismem pochodzącą z osady Harappa, które zostały odkryte w Gonur. Szczególnie silne relacje handlowe występowały pomiędzy Altyn depe a ośrodkami proto-miejskimi z doliny Indusu. Wśród odkrytych artefaktów w Altyn depe, należy wymienić dwie pieczęcie oraz wyroby z kości słoniowej pochodzące z Harappa. Prawdopodobne harappańska osada Shortugai w północnym Afganistanie nad brzegami Amur-darii stanowiła węzeł handlowy pomiędzy obiema cywilizacjami.
Istnieją dowody na utrzymywanie trwałego kontaktu pomiędzy ludami z kultury BMAC a kulturami z północnego stepu euroazjatyckiego, w szczególności w okresie około 2000 roku p.n.e. W delcie Amu-darii, gdzie wody rzeki wpadają do Jeziora Aralskiego, utworzony został system nawadniający pola przez koczowniczy lud związany z kulturą andronowską. Zakłada się, że koczowniczy lud po kontakcie z kulturą BMAC, zmienił styl życia z koczowniczego na osiadły, rozpoczynając uprawę roli co związane było z powstaniem nowej kultury, która wyodrębniła się z kultury andronowskiej, tzw. kultura Tazabagyab. Około 1800 roku p.n.e. ośrodki miejskie kultury BMAC, które były otoczone murami zmniejszyły gwałtownie swoje rozmiary. Każde osiedla rozwijały własne typy ceramiki i innych wyrobów. W północnych osiedlach Baktrii i Margiany często spotykane są wyrobu związane z kulturami andronowską i Tazabagyab. Wiele fortyfikacji związanych z kulturą BMAC zostało następnie zajętych przez ludność zarówno z kultury andronowskiej, jak i Tazabagyab, w których natrafiono na ceramikę związaną z tymi dwoma kulturami (w połączeniu z ceramiką wytwarzaną przez ludność kultury BMAC). Na obszarach górzystych Baktrii (obecnie Tadżykistan) natrafiono na pochówki w kształcie kopca, tzw. kurhany, w których odnaleziono ceramikę związaną z późnym okresem kultury BMAC oraz kultur andronowskiej i Tazabagyab.
Język kultury BMAC nie zachował się, ale część jego słownictwa została zapożyczona do języków indoirańskich. .